# Rezolucija Vijeća sigurnosti UN-a 753
Rezolucija Vijeća sigurnosti UN-a 753, usvojena 18. svibnja 1992. godine. Njome je Republika Hrvatska primljena u punopravno članstvo Ujedinjenih naroda, čime je završen postupak stjecanja punog međunarodnog priznanja.
Na sjednici Glavne skupštine koju je vodio saudijski veleposlanik Sinan Shihabi, Hrvatska je aklamacijom primljena u članstvo UN-a. Glavni tajnik UN-a bio je Butros Butros-Gali, a hrvatsko izaslanstvo predvodio je predsjednik Republike Hrvatske Franjo Tuđman. Istoga dana, primljena je i Slovenija u punopravno članstvo Ujedinjenih naroda, a dva dana kasnije i Bosna i Hercegovina, čime je definitivno označen kraj postojanja dotadašnje SFRJ.

## Vanjske poveznice
| Wikizvor | Engleski Wikizvor ima izvorni tekst na temu: United Nations Security Council Resolution 753 |

- (engl.) Text of the Resolution at undocs.org

- Hrvatska primljena u punoravno članstvo UN-a - HRT  Arhivirana inačica izvorne stranice od 10. listopada 2017. (Wayback Machine), pristupljeno 23. ožujka 2018.